# Unterarm

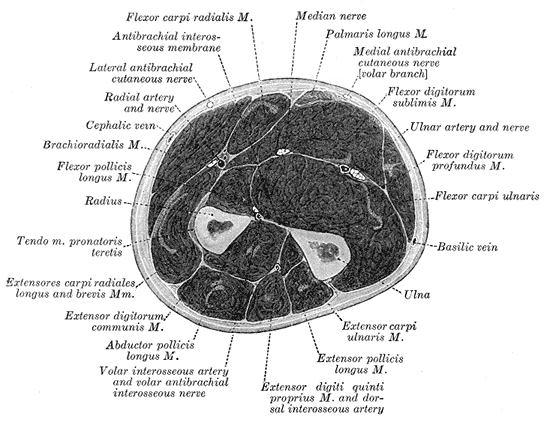
Querschnitt durch den Unterarm

Der Unterarm (lateinisch Antebrachium) ist der untere Abschnitt der oberen Extremität, also des Armes zwischen Ellbogen- und Handgelenk. Die dem Unterarm entsprechende Körperregion wird als Regio antebrachii bezeichnet.

## Knochen
Der Unterarm des Menschen (und den meisten anderen Tetrapoda) besteht aus zwei langen Knochen, der Elle (Ulna) und der Speiche (Radius). Zwischen beiden Knochen liegt ein Spalt (Spatium interosseum antebrachii). Beide sind über ein Band (Ligamentum anulare radii) und eine feste bindegewebige Platte (Membrana interossea antebrachii) miteinander verbunden.

## Angrenzende Gelenke
Das Ellbogengelenk (Articulatio cubiti) ist ein aus drei Teilgelenken zusammengesetztes Gelenk, das die Verbindung zum Oberarm herstellt.
Das Handgelenk (Articulatio manus oder Articulatio carpi) ist ein aus zwei Teilgelenken zusammengesetztes Gelenk und verbindet den Unterarm mit der Hand (bzw. Vorderfuß oder Pfote bei Tieren).

## Gelenke
Zwischen den beiden Unterarmknochen selbst sind zwei Gelenke ausgebildet: Das körpernahe (proximale) und das körperferne (distale) Speichen-Ellen-Gelenk (Articulatio radioulnaris proximalis und Articulatio radioulnaris distalis). Sie ermöglichen Drehbewegungen der Speiche um die Elle (Pronation und Supination). Diese Drehbewegung ist vor allem für komplexe Bewegungen (z. B. Klettern, Greifen) wichtig. Bei Säugetieren mit vorwiegender Laufbewegung (z. B. Pferde, Wiederkäuer) sind die Speichen-Ellen-Gelenke zurückgebildet und die beiden Knochen miteinander verschmolzen (so genannte Synostose).

## Muskeln und Faszien
Die Muskeln des Unterarmes werden ihrer Lage nach in zwei Gruppen unterteilt: Die Muskeln, die am lose hängenden Arm innen liegen und somit den Arm anbeugen (Flexoren) und die Muskeln, die außen liegen und den Arm strecken (Extensoren). Diese beiden Gruppen bestehen jeweils aus zwei einzelnen Schichten, die von der Körperoberfläche in die Tiefe gehen.
Die Unterarmfaszie (Fascia antebrachii) grenzt die einzelnen Muskelbäuche voneinander ab. Außerdem teilt sie zusammen mit der Bandhaft zwischen den beiden Unterarmknochen (Membrana interossea antebrachii) die Unterarmmuskeln in eine Beuger- und eine Streckerloge. Im Bereich des Handgelenkes ist sie auf der Handrückenseite durch querverlaufende Faserzüge (Retinaculum extensorum) verstärkt. Diese Verstärkung dient als Haltevorrichtung der Streckersehnen. Auf der Handflächenseite verschmilzt die Unterarmfaszie mit den vorderen Faserzügen (Retinaculum flexorum), welche den Karpaltunnel bilden, durch den die Sehnen der Fingerbeugemuskeln verlaufen. Von dem Musculus biceps brachii geht eine zusätzliche Verstärkung der Faszie aus (Lacertus fibrosus).
| Beuger                                  | Beuger                              | Strecker                                | Strecker                        | Strecker                          |
| Oberflächliche Schicht                  | Tiefe Schicht                       | Speichenseitige (radiale) Schicht       | Oberflächliche Schicht          | Tiefe Schicht                     |
| --------------------------------------- | ----------------------------------- | --------------------------------------- | ------------------------------- | --------------------------------- |
|                                         |                                     |                                         |                                 |                                   |
| Musculus flexor carpi radialis          | Musculus pronator quadratus         | Musculus brachioradialis                | Musculus extensor carpi ulnaris | Musculus abductor pollicis longus |
| Musculus flexor carpi ulnaris           | Musculus flexor pollicis longus     | Musculus extensor carpi radialis brevis | Musculus extensor digitorum     | Musculus extensor pollicis brevis |
| Musculus flexor digitorum superficialis | Musculus flexor digitorum profundus | Musculus extensor carpi radialis longus | Musculus extensor digiti minimi | Musculus extensor pollicis longus |
| Musculus palmaris longus                |                                     |                                         |                                 | Musculus extensor indicis         |
| Musculus pronator teres                 |                                     |                                         |                                 | Musculus supinator                |

## Arterien
Der Unterarm erhält sein Blut zum größten Teil durch die vom Oberarm kommende Oberarmarterie (Arteria brachialis). Diese gabelt sich in der Ellenbeuge in zwei Gefäßäste, die an seiner Speichenseite (Arteria radialis) bzw. Ellenseite (Arteria ulnaris) zur Hand laufen.
Die Äste der Speichenarterie im Unterarm sind
- Arteria recurrens radialis (rückläufige Speichenarterie)

Die Äste der Ellenarterie im Unterarm sind
- Arteria recurrens ulnaris anterior und posterior (vordere und hintere rückläufige Ellenarterie)
- Arteria interossea communis (gemeinsame Zwischenknochenarterie)
  - Arteria interossea anterior (vordere Zwischenknochenarterie)
  - Arteria interossea posterior (hintere Zwischenknochenarterie)

Etwa 30 % der Menschen verfügen über eine dritte Unterarmarterie, die Arteria mediana (Median-Arterie). Sie wird im frühen menschlichen Embryo angelegt und verschwindet bei den meisten Menschen aber wieder etwa in der achten Schwangerschaftswoche, sobald die Ellen- und Speichenarterie entstanden sind. Um 1880 hatten nur etwa 10 % der Menschen die Median-Arterie. Der Anteil nimmt so stark zu, dass Hochrechnungen für das Jahr 2100 davon ausgehen, dass nahezu alle Menschen mit einer dritten Unterarmarterie geboren werden.

## Venen
Vom hinteren Venennetzwerk der Hand geht auf der Speichenseite die äußere Vene (Vena cephalica) und auf der Ellenseite die innere Vene (Vena basilica) ab. Weiterhin verläuft die mittlere Unterarmvene (Vena intermedia antebrachii) auf der oberen Vorderseite des Armes. In der Ellenbeuge besteht eine Verbindung zwischen der äußeren und der inneren Vene, die gemeinsam als mittlere Ellenbeugenvene bezeichnet wird (Vena mediana cubiti). Diese wird häufig zur intravenösen Injektion oder zur Blutentnahme verwendet.

## Nerven
Die Innervation der Unterarmmuskulatur erfolgt vor allem über die aus dem Plexus brachialis stammenden Fasern des Nervus radialis, Nervus medianus und Nervus ulnaris.
Der Nervus radialis innerviert die Muskeln des Unterarmrückens, die Strecker und außerdem die Haut von Teilen des Daumens und des Handrückens.
Der Nervus medianus innerviert die meisten Muskeln der Beuger und außerdem die Haut auf der Innenseite der Hand zwischen Daumen und Ringfinger.
Der Nervus ulnaris innerviert nur den Musculus flexor carpi ulnaris und Teile des Musculus flexor digitorum profundus und außerdem die Haut auf Handfläche und -rücken zwischen Ringfinger und Handkante.

## Verletzungen
Ein Bruch der Speiche am handnahen Ende (distale Radiusfraktur) ist mit 10 bis 25 % der häufigste Bruch des menschlichen Körpers. Betroffen sind meistens junge Menschen durch Sport und Arbeitsunfälle oder ältere Menschen durch Stürze.
Weitere Frakturen der Speiche sind die Radiusschaftfraktur, die Galeazzi-Fraktur sowie der Radiuskopfbruch. Bei einem Bruch der Elle (Ulnafraktur) bei Kindern ist immer an eine Monteggia-Fraktur (Kombinationsbruch mit Luxation des Radiuskopfes) zu denken. Daher muss nicht nur eine Röntgenaufnahme des Frakturbereiches, sondern immer des ganzen Unterarmes mit Abbildung von Handgelenk und Ellenbogengelenk angefertigt werden.

## Fehlbildungen
Verschiedene angeborene Fehlbildungen können vorkommen:
- Radiusfehlstellung bei Atelosteogenesis, Cornelia-de-Lange-Syndrom
- Madelung-Deformität bei Dyschondrosteose Léri Weill
- Radiusaplasie bei Holt-Oram-Syndrom
- Radioulnare Synostose bei Kampomele Dysplasie, Klinefelter-Syndrom, Williams-Beuren-Syndrom